# 木衛六十一
木衛六十一（S/2003 J 19）是环绕木星运行的一颗卫星。

## 概述
S/2003 J 19是木星的天然衛星之一，它是由布萊特·格萊德曼發現。
S/2003 J 19的直徑大約有兩公里，離木星平均距離22709000公里，公轉一圈669.125天，偏離黃道面165°（偏離木星164°），離心率0.1961。